# 松浦寛威
松浦 寛威（まつうら ひろたけ、1867年1月3日〈慶応2年11月28日〉- 1928年〈昭和3年〉12月9日）は、大日本帝国陸軍軍人。最終階級は陸軍中将。功四級。

## 経歴
筑後国（現福岡県）で久留米藩郷士松浦虎作の長男として生まれ、1888年（明治21年）11月に家督を相続した。
1888年7月、陸軍士官学校旧10期を卒業し、陸軍歩兵少尉任官。1890年（明治23年）8月、陸軍戸山学校に入学。日清戦争、日露戦争に出征した。
陸軍士官学校生徒隊付同教官、遼東守備軍司令部付、熊本地方幼年学校長などを歴任。1910年（明治43年）11月、歩兵大佐に昇進し中央幼年学校長に就任。
1915年（大正4年）8月、陸軍少将に進み歩兵第34旅団長に就任。1919年（大正8年）7月、陸軍中将に進み第9師団長に親補された。シベリア出兵で出征し、ザバイカル方面で活動した。
1922年（大正11年）11月に待命となり、1923年（大正12年）3月、予備役に編入された。

## 親族
- 妻 松浦信（出石猷彦陸軍少将3女）[2][4]
- 祖父 松浦八郎（勤皇家）[4]
- 弟 松浦淳六郎（陸軍中将）[2]